# 城田憲子
城田 憲子（しろた のりこ、旧姓:湯沢、1946年7月4日 - ）は、元フィギュアスケート選手（アイスダンス、女子シングル）。元日本スケート連盟フィギュアスケート強化部長、1990年代から2000年代にかけ、日本スケート連盟フィギュアスケート強化部長として日本フィギュアスケート界の発展に寄与した。
立教大学文学部心理学科卒業。パートナーは松本宣久。妹は元フィギュアスケート選手である湯沢恵子。

## 経歴
アイスダンスの選手として1966年3月、同年11月の全日本選手権を連覇。競技引退後は審判の道に進み、ISUジャッジとして多くの国際大会に参加。日本国内の競技会でもテクニカルコントローラーや演技審判を務めた。
1994年6月、日本スケート連盟フィギュアスケート強化部長に就任。1995年に日本スケート連盟理事となり、長野五輪・ソルトレイク五輪・トリノ五輪の3大会で監督を務めた。独自の強化育成方針に基づき「全国有望新人発掘合宿（野辺山合宿）」や「全日本強化合宿」、ノービスからの国際試合派遣システム立ち上げを通じ、また選手に適任のコーチや振付師を探す調整役として、選手の強化に取り組んだ。日本への大会誘致にも取り組んでおり、伊藤みどりのサラエボオリンピック出場の可能性を上げるために1984年世界ジュニアフィギュアスケート選手権を札幌に招致したことや、年齢制限のためトリノオリンピックに出場できない浅田真央に世界フィギュアスケート選手権で初出場初優勝の可能性を持たせるため2007年世界フィギュアスケート選手権を東京に誘致したことは有名な話である。
2006年3月、日本スケート連盟の不正会計問題が朝日新聞にスクープされ、規定にない「通信費、運営費」を受け取っていたとして、4月に城田を含む8人の理事が引責辞任する運びとなった。以後、日本スケート連盟からの要請により活動を自粛していた。
2008年、連盟理事会で活動の一部が容認され、ロシア杯にジャッジとして派遣された。
2009年2月、村主章枝と織田信成の要請を受けたフィギュア委員長の提案により、日本スケート連盟の活動に復帰した。失脚以前のような強大な権限は有していないとみられている。
2014年のソチオリンピックの際には、トロントでの練習環境の整備や振付師らとの演技曲の選定などを調整したりと実質的な世話役として、金メダルを獲得した羽生結弦のサポートをしていたとされている。
2016年3月、羽生が所属するANAスケート部の監督に就任。

## 主な戦績
- 1963-64シーズンの全日本ジュニア選手権は女子シングル。

| 大会/年              | 1962-63 | 1963-64 | 1964-65 | 1965-66 | 1966-67 |
| -------------------- | ------- | ------- | ------- | ------- | ------- |
| 全日本選手権         |         | 3       |         | 1       | 1       |
| 全日本ジュニア選手権 | 1       | 3       |         |         |         |

## 外部サイト
- 城田憲子と立教大学総長押見照男との対談
- 城田憲子の「フィギュアの世界」：コラム：スポーツ報知